# Justin Sane
Justin Sane, född Justin Cathal Geever 21 februari 1973 i Pittsburgh, Pennsylvania, är en amerikansk gitarrist och sångare, känd från punkrockbandet Anti-Flag. Han och trummisen, Pat Thetic, är de enda av de fyra medlemmarna som varit med sedan starten 1988. Han har även som soloartist släppt albumet Life, Love and the Pursuit of Justice och EP:n These are the Days, båda 2002. Dessutom EP:n Gas Land Terror 2011. Dessa är betydligt mindre politiska än hans arbeten med Anti-Flag.

## Diskografi
Album med Anti-Flag
- Die for the Government (1996)
- North America Sucks (1998)
- Their System Doesn't Work for You (1998)
- A New Kind of Army (1999)
- Underground Network (2001)
- Mobilize (2002)
- BYO Split Series, Vol 4 (2002)
- The Terror State (2003)
- For Blood and Empire (2006)
- A Benefit For The Victims Of Violent Crime (2007)
- The Bright Lights of America (2008)
- The People or the Gun (2009)
- The General Strike (2012)
- American Spring (2015)
- American Fall (2017)
- American Reckoning (2018)
- 20/20 Vision (2020)

Solo
- Life, Love and the Pursuit of Justice (2002)
- These are the Days...We Will Never Forget EP (2002)
- Gas Land Terror EP (2011)